# Arabitol
Arabitol je organická sloučenina patřící mezi cukerné alkoholy. Lze jej vytvořit redukcí arabinózy nebo lyxózy. Existují testy na organické kyseliny, které odhalí přítomnost D-arabitolu v těle, což může značit přemnožení střevních bakterií nebo některých kvasinek (např. Candida albicans).